# G-Klasse (United States Navy)
Die G-Klasse war eine Klasse von vier U-Booten der United States Navy die zwischen 1912 und 1921 in Dienst stand.

## Geschichte
Die G-Klasse wurde in die Unterklassen G1 bis G3 sowie separat G4 unterteilt. Alle vier Boote waren Versuchs-U-Boote, aus denen die späteren U-Boote der S-Klasse (51 Boote) entwickelt wurden. Keines der Boote galt für sich als Erfolg, allerdings führten die Erfahrungen, die man mit ihnen machte, zu dem hervorragenden Entwurf der S-Klasse, die noch im Zweiten Weltkrieg für die Royal Navy und die polnische Marine im Einsatz waren.
Die U-Boote nahmen an keinen Kampfeinsätzen teil. G-1 sank am 21. Juni 1921, G-2 am 30. Juli 1919, G-3 wurde 1922 aus der Flottenliste gestrichen und G-4 1920.

## Einheiten
| Kennung | Namen             | Werft                                   | Kiellegung       | Stapellauf        | Indienststellung  | Außerdienststellung |
| ------- | ----------------- | --------------------------------------- | ---------------- | ----------------- | ----------------- | ------------------- |
| SS-19½  | G-1 (ex-Seal)     | Newport News Shipbuilding, Newport News | 2. Februar 1909  | 8. Februar 1911   | 28. Dezember 1912 | 6. März 1920        |
| SS-27   | G-2 (ex-Tuna)     | Lake Torpedo Boat, Bridgeport           | 20. Oktober 1909 | 10. Januar 1912   | 1. Dezember 1913  | 2. April 1919       |
| SS-31   | G-3 (ex-Turbot)   | Lake Torpedo Boat, Bridgeport           | 30. März 1911    | 27. Dezember 1913 | 22. März 1915     | 5. Mai 1921         |
| SS-26   | G-4 (ex-Thrasher) | William Cramp & Sons, Philadelphia      | 9. Juli 1910     | 15. August 1912   | 22. Januar 1914   | 5. September 1919   |